# Atlétiko Tera Corá
Atlétiko Tera Corá is een amateurvoetbalclub uit Bonaire. Atlétiko Tera Corá speelt zijn thuiswedstrijden in Antonio Trenidatstadion. Sedert 2021 beschikt de club over een eigen kunstgrasveld.